# Somalija
Somalija (somalsko Soomaaliya, arabsko الصومال) je obmorska država v Vzhodni Afriki, ki na severu meji na Adenski zaliv, na vzhodu na Indijski ocean, na jugozahodu na Kenijo, na zahodu na Etiopijo in na severozahodu na Džibuti.